# Удружење „Чеп за хендикеп”
Удружење „Чеп за хендикеп” је основано као неформална група од шест особа са инвалидитетом на почетку 2013. године, настала као друштвена реакција на неповољну законску регулативу у Србији, која предвиђа замену ортопедских помагала у веома дугим, а понекад и нехуманим роковима. 
На почетку ангажовања, захваљујући подршци Траг фондације, покренута је акција под називом „Чеп за хендикеп”, која траје непрекидно од 2013. године и која функционише тако што грађани добровољно прикупљају чепове са пластичних флаша, које удружење преузима и продаје рециклерима. За добијени новац угроженим особама са инвалидитетом купују се одговарајућа нова и половна ортопедска помагала. Како би успешно пратила изузетно брз напредак акције, тада неформална група прво је прерасла у удружење под називом „Пионир”, под којим је радила до 29. фебруара 2016. године. Пошто се акција „Чеп за хендикеп” проширила на национални ниво, Скупштина Удружења је преименовала Удружење давши му исти назив као и акцији како би отклонили забуну код корисника и партнера.

## Мисија и визија
Удружење „Чеп за хендикеп” доприноси бољем квалитету живота особа са инвалидитетом и чланова њихових породица тежећи ка максималном изједначавању услова њиховог живота и рада.
Визија Удружења је промоција хуманих вредности и волонтерског активизма, едукација о проблемима са којима се сусрећу ОСИ у нашој земљи, развој емпатије код деце и одраслих као и подизање еколошке свести о управљању отпадом.

## Циљеви
Циљеви удружења су:
- рад са децом на унапређењу њихове инклузивне и еколошке свести промоцијом здравих и културних стилова живота кроз акцију „Чеп за хендикеп”,
- развој економске подршке за особе са инвалидитетом (ОСИ) и друштвено угрожене групе,
- развој специјализоване туристичке понуде за ОСИ,
- пружање подршке развоју манифестација културе ОСИ и за ОСИ и остале угрожене групе,
- развијање спортских и других рекреативних садржаја за потребе младих ОСИ и
- друге активности које могу унапредити економски и социјални статус ОСИ и других угрожених група.

## Сарадници
Мрежа сарадника непрестано расте у чему нам помаже 90 обучених волонтера на целој територији Србије. Чепове за Удружење прикупља: 570 вртића, 740 основних школа, 210 средњих школа, 14 министарстава, 28 амбасада, преко 830 друштвено одговорних компанија и предузетника из целе Србије (међу којима су Coca-Cola,, МТV, Heineken, Апатинска пивара, Carlsberg, Народна банка Србије, Хемофарм, Фриком, Gomex, Имлек, ПКБ, МК Group и други.